# أدريان لويس
أدريان لويس (بالإسبانية: Adrián Lois)‏ (12 فبراير 1989 ببلنسية في إسبانيا - ) هو لاعب كرة قدم إسباني في مركز الوسط. لعب مع نادي كاستييون ونادي ليفانتي وAtlético Levante UD ‏ وCD Acero ‏.

## وصلات خارجية
- أدريان لويس على موقع قاعدة بيانات كرة القدم.إي يو (الإنجليزية)
- أدريان لويس على موقع Soccerway.com (الإنجليزية)